# Abdulino
Abdulino (ros. Абдулино) – miasto w południowej Rosji; w pobliżu granicy między Europą, a Azją, na terenie obwodu orenburskiego. Znajduje się na terenie rejonu abdulińskiego, którego ośrodek administracyjny stanowi. Miejscowość leży nad rzeką Tiris i liczy 20 922 mieszkańców (2008).
Miasto zostało założone przed 1795 rokiem, prawa miejskie od roku 1923.